# تلمبة شمارة دو عشايري (نغار بردسير)
تلمبة شمارة دو عشايري (بالإنجليزية: Tolombeh-ye Shomareh-ye Do Ashayiri)‏ هي مستوطنة تقع في إيران في كرمان.